# Al-Karak (Jordanien)
Karak (arabisch الكرك, DMG al-Karak, französisch auch Crac des Moabites, Le Pierre du Desert), auch Kerak, ist eine Stadt in Jordanien mit 20.280 Einwohnern (Volkszählung 2004). Karak ist Sitz des gleichnamigen Gouvernements.

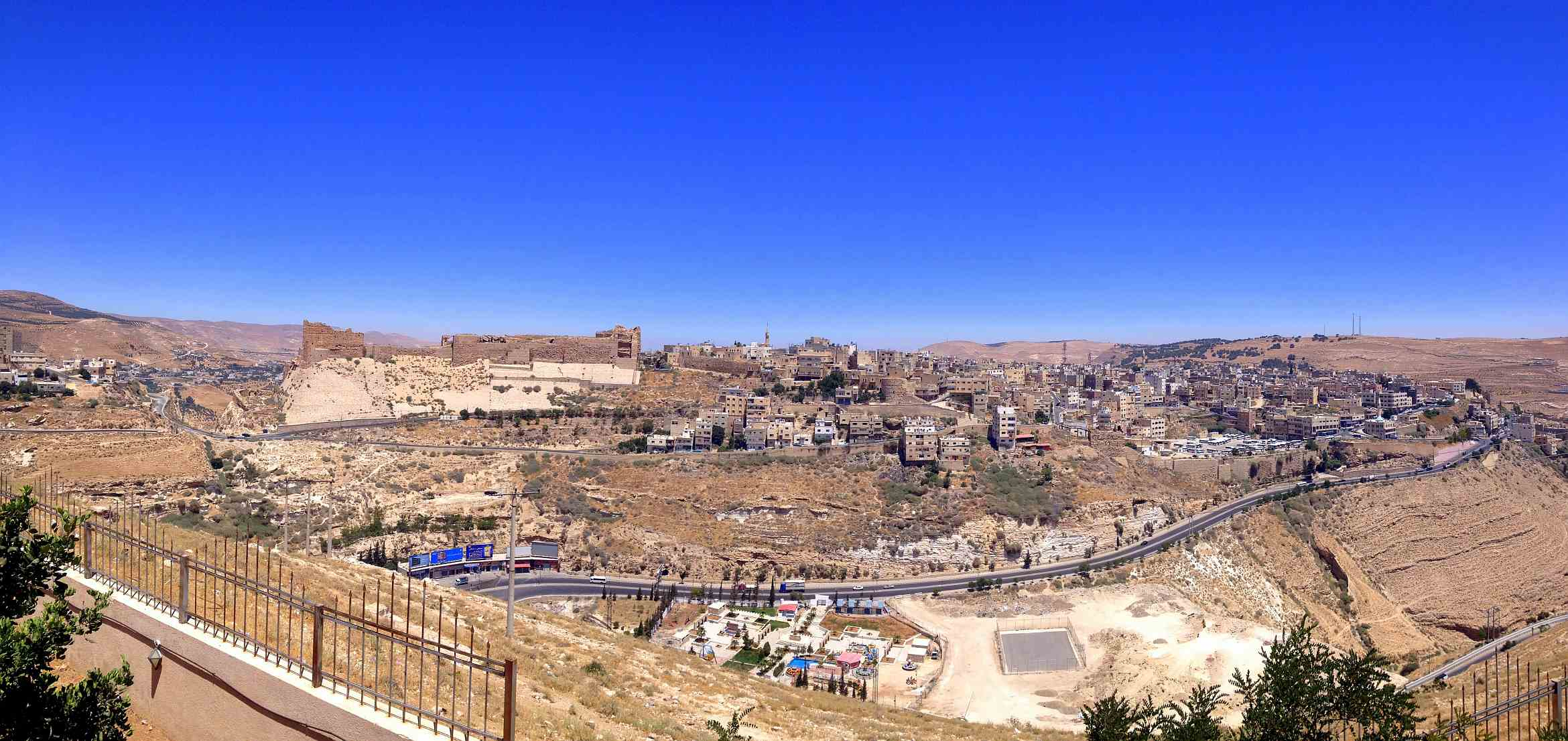
Der Ort Karak am Fuß des Felsvorsprungs mit den Ruinen der Kreuzfahrerburg

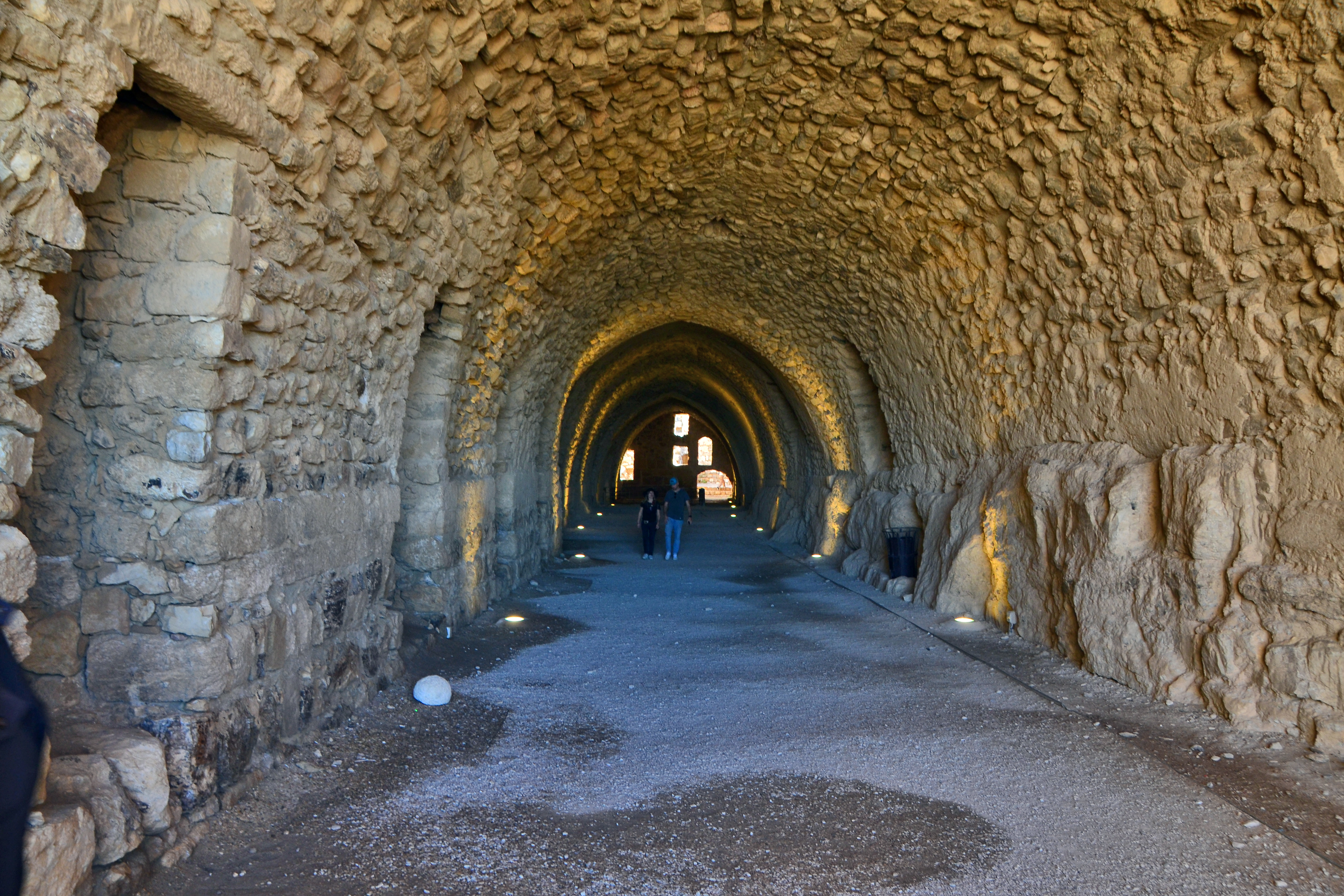
Die Stallungen der Kreuzritter in der Burg Karak

In dem Ort befinden sich die Ruinen einer Kreuzfahrerburg des Königreiches Jerusalem – die Burg Karak. Die Ruinen liegen auf einem Felsvorsprung etwa 1000 Meter über Meereshöhe und sind auf drei Seiten von einem Tal umgeben. Die Burg liegt zwischen dem Wādī as-Sitt im Osten und dem Wādī al-Farandschī (Tal der Franken) im Westen.

## Geschichte

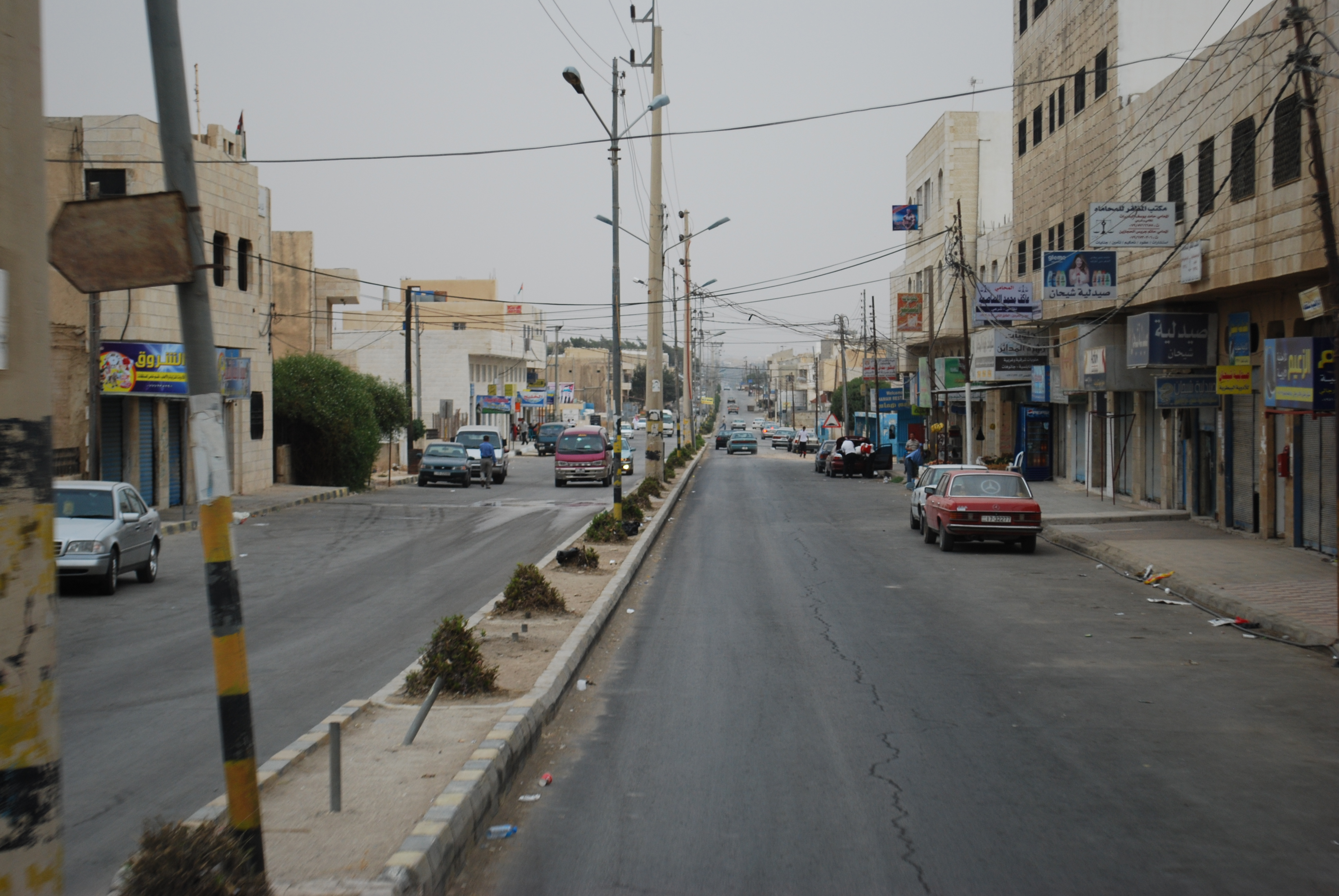
Straße in Karak (2010)

Der Ort wurde zumindest seit der Eisenzeit bewohnt und war eine wichtige Stadt der Moabiter und der Nabatäer. Im alten Testament hat der Ort verschiedene Namen: Kir, Kir-Moab (Jes 15,1 ), Kir-Harreseth (2 Kön 3,25 ) oder Kir-Heres („Scherbenstadt“, Jer 48,31 ). Die Römer eroberten ihn von den Nabatäern im Jahre 105. Im Byzantinischen Reich war er Bischofssitz, unter den Arabern blieb er weitgehend christlich.
Ab 1142 ließ Paganus, oder Payen le Bouteillier, der Mundschenk des Königs Fulko, die Kreuzfahrerburg erbauen. Die Kreuzfahrer nannten sie Crac des Moabites. Paganus war auch Herr von Oultrejordain, Karak wurde das Zentrum seiner Herrschaft, verdrängte die schwächere Burg Montreal im Süden. Aufgrund ihrer Lage östlich des Jordans war Karak in der Lage sowohl die Beduinen als auch die Handelsrouten von Damaskus nach Ägypten und Mekka zu kontrollieren.
1176 bekam Rainald von Chatillon nach seiner Heirat mit Stephanie von Milly, der Witwe Humfrieds III. von Toron, die Burg in seine Hand. Von Karak aus schikanierte Rainald die Karawanen und versuchte sogar, Mekka anzugreifen. 1183 belagerte Saladin die Burg als Antwort auf Rainalds Angriffe. Die Belagerung fand während der Hochzeit von Humfried IV. von Toron und Isabella von Jerusalem statt, und Saladin stimmte zu, den Turm, in dem die Hochzeit gefeiert wurde, während der Feierlichkeiten nicht anzugreifen – ganz im Gegensatz zum Rest der Burg. Die Belagerung wurde später durch König Balduin IV. aufgehoben. Eine erneute Belagerung durch Saladin im Jahr 1184 wurde ebenso von Balduin IV. aufgehoben.
Ab Mai 1187 ließ Saladin Karak erneut belagern, das nach der Schlacht bei Hattin keine Hoffnung auf Entsatz mehr hatte und eroberte es schließlich, nach anderthalbjähriger Belagerung, im November 1188. Unter den Ayyubiden und Mamluken blieb Karak ein regionaler Herrschaftssitz.
1904 zählte das griechisch-orthodoxe Patriarchat in Jerusalem 1600 griechisch-orthodoxe Christen in der Stadt. 1930 gründeten italienische Missionare in dem Ort ein Krankenhaus.
Am 18. Dezember 2016 töteten vier Terroristen in Qatraneh und in der Kreuzfahrerburg Karak sieben jordanische Polizisten und drei Zivilisten, darunter eine Touristin aus Kanada. 22 weitere Personen wurden verletzt. Spezialeinsatzkräfte stürmten die Burg, wobei alle Angreifer getötet wurden.

## Karak-Inschrift
1958 wurde in Karak ein Granit-Fragment mit einer moabitischen Inschrift vermutlich vom Ende des 9. Jahrhunderts v. Chr. gefunden, die eine Parallele zur Mescha-Stele darstellt. Die lesbaren Wörter lauten: „… [des K]emosch-Jat, König von Moab, der Di[bonite] … Kemosch dem Plünderer (oder dem Geplünderten oder zur Verbrennung), denn … Und siehe, ich habe gemacht den/die/das …“. Die Inschrift befindet sich heute im Jordanischen Archäologischen Museum von Amman.

## Sehenswürdigkeiten
Die Burg Karak ist ein bekanntes Beispiel der Kreuzfahrerarchitektur, einer Mischung aus europäischem, byzantinischem und arabischem Stil. Lange war sie eine Ruine, während sich um sie herum die moderne Stadt gebildet hat. 2008 wurde sie aber in großen Teilen restauriert. Die Burg enthält ein archäologisches Museum, in dem Funde aus der weiteren Umgebung ausgestellt werden, die von der Steinzeit bis ins Mittelalter reichen. Die Geschichte der Burg und Stadt von Karak wird ebenfalls dargestellt.

## Persönlichkeiten
- Abdelsalam al-Majali (1925–2023), Politiker, Ministerpräsident von Jordanien (1993–1995 und 1997–1998)